# Hans Nordén
Hans Nordén, född 20 mars 1949 i Säfsnäs församling, är en svensk skribent och författare.

## Biografi[1]
Journalistbanan inleddes som reporter på Ludvika Tidning, där han sedermera blev redaktionssekreterare och platschef. På Borlänge Tidning och Falu-Kuriren var han bland annat verksam som nyhetschef, kulturredaktör och politisk redaktör. 1996–1997 var han chefredaktör och ansvarig utgivare för Landstingsförbundets tidning Landstingsvärlden i Stockholm. Han har även arbetat på Svenska Dagbladet och varit tillförordnad redaktionschef på den kristna dagstidningen Dagen.
Sedan slutet av 1990-talet är Hans Nordén fri skribent och författare med psykiatri, sjukvårdsfrågor, civilsamhället och socialpolitik som specialområden. I den egenskapen har han skrivit ett flertal böcker och medarbetat i dags- och fackpress. Sedan 2016 har han varit redaktionellt ansvarig för den svenska delen av Prospect-programmen – ett projekt av EUFAMI (European Federation of Associations of Families of People with Mental Illness) som består av 33 organisationer inom psykiatriområdet i 31 länder.